# Federico Pellegrino
Federico Pellegrino (Aosta, 1 de septiembre de 1990) es un deportista italiano que compite en esquí de fondo.
Participó en tres Juegos Olímpicos de Invierno, entre los años 2014 y 2022, obteniendo dos medallas, plata en Pyeongchang 2018 y plata en Pekín 2022, ambas en la prueba de velocidad individual.
Ganó siete medallas en el Campeonato Mundial de Esquí Nórdico entre los años 2015 y 2025.

## Palmarés internacional
| Juegos Olímpicos   | Juegos Olímpicos            | Juegos Olímpicos  | Juegos Olímpicos     |
| Año                | Lugar                       | Medalla           | Prueba               |
| ------------------ | --------------------------- | ----------------- | -------------------- |
| 2018               | Pyeongchang (Corea del Sur) | Medalla de plata  | Velocidad individual |
| 2022               | Pekín (China)               | Medalla de plata  | Velocidad individual |
| Campeonato Mundial |                             |                   |                      |
| Año                | Lugar                       | Medalla           | Prueba               |
| 2015               | Falun (Suecia)              | Medalla de bronce | Velocidad por equipo |
| 2017               | Lahti (Finlandia)           | Medalla de oro    | Velocidad individual |
| 2017               | Lahti (Finlandia)           | Medalla de plata  | Velocidad por equipo |
| 2019               | Seefeld (Austria)           | Medalla de plata  | Velocidad individual |
| 2019               | Seefeld (Austria)           | Medalla de bronce | Velocidad por equipo |
| 2023               | Planica (Eslovenia)         | Medalla de plata  | Velocidad por equipo |
| 2025               | Trondheim (Noruega)         | Medalla de plata  | Velocidad individual |